# أمين اللطيفي
أمين اللطيفي ولد يوم 4 جويلية 1984 ، لاعب كرة قدم تونسي لعب ضمن عدة نوادي هي الترجي الرياضي التونسي في الموسم 2001-2002 ثم انتقل إلى فرنسا للعب ضمن الاتحاد الرياضي لكريتيل حتى عام 2005 ليعود من جديد إلى الترجي، وفي جوان 2009 انتقل في إعارة إلى النادي الرياضي لحمام الأنف وفي جوان 2010 انتقل للعب ضمن نادي المستقبل الرياضي بالمرسى. وفي سجله الشخصي لقب أحسن هداف في البطولة التونسية لكرة القدم ب16 هدفا في عام 2006. أما جسديا فلأمين اللطيفي من الطول: 1.83 م، والوزن 77 كلغ.

## ألقاب
فاز أمين اللطيفي مع الترجي الرياضي التونسي على:
- بطولة تونس أعوام 2002 و2006 و2009.
- كأس تونس عام 2006.
- لقب أحسن هداف خلال موسم 2005-2006.

## روابط خارجية
- أمين اللطيفي على موقع قاعدة بيانات كرة القدم.إي يو (الإنجليزية)
- أمين اللطيفي على موقع ناشيونال فوتبول تيمز (الإنجليزية)
- أمين اللطيفي على موقع أوليمبيديا (الإنجليزية)